# فليمنج فوج
فليمنج فوج (12 سبتمبر 1914 – 21 فبراير 1991) هو مبارز بالسيف دنماركي راحل، مثّل بلاده في الألعاب الأولمبية الصيفية 1948.

## روابط خارجية
فليمنج فوج على موقع أوليمبيديا (الإنجليزية)